# 4대 닥터
4대 닥터 (Fourth Doctor, 네 번째 닥터)는 영국 BBC의 텔레비전 SF 드라마 《닥터 후》의 주인공인 닥터의 생애 중 하나이다. 배우 톰 베이커가 배역을 맡았다. 드라마 설정상 닥터는 갈리프레이 행성 출신의 외계 종족 타임로드로, 타디스란 타임머신을 타고 동행자와 함께 시공간을 여행한다. 닥터는 죽음에 직면하면 재생성을 거치며, 닥터의 모습과 성격이 변화하게 된다. 
톰 베이커가 맡은 4대 닥터는 엉뚱하면서도 가끔씩은 우울해하는 성격이며, 또 한없이 정이 넘치면서도 때때로 정의감에 불탈 때에는 가차없는 성격으로 묘사된다. 4대 닥터의 첫 동행자는 용감한 기자 출신으로서 3대 닥터에 이어 함께 여행을 다니게 된 사라 제인 스미스 (엘리자베스 슬레이든)이 있으며, UNIT의 해리 설리번 중위 (이언 마터)도 함께 여행을 다닌다. 이후 4대 닥터와 함께 여행을 다닌 동행자로는 야만인 전사 릴라 (루이스 제임슨), 로봇 개 K9, 타임레이디 로마나 (메리 탬 / 랄라 워드), 천재 소년 애드릭 (매튜 워터하우스), 어린 외계 학자 니사 (사라 서튼), 스튜디어스 출신의 티건 (재닛 필딩)이 있다.
4대 닥터는 총 7개 시즌에 걸쳐 활약한 닥터로, 올드 시즌과 뉴 시즌을 통틀어 닥터 후 역사상 가장 오랜 기간 동안 활동했던 닥터로 남아 있다. 여기에 방영 당시 드라마와 4대 닥터를 향한 엄청난 인기가 더해져, 현재까지도 가장 널리 알려져 있는 모습의 닥터이기도 하다.